# Pinc
Pinc (szlovákul: Pinciná) község Szlovákiában, a Besztercebányai kerületben, a Losonci járásban.

## Fekvése
Losonctól 6 km-re keletre fekszik.

## Élővilága

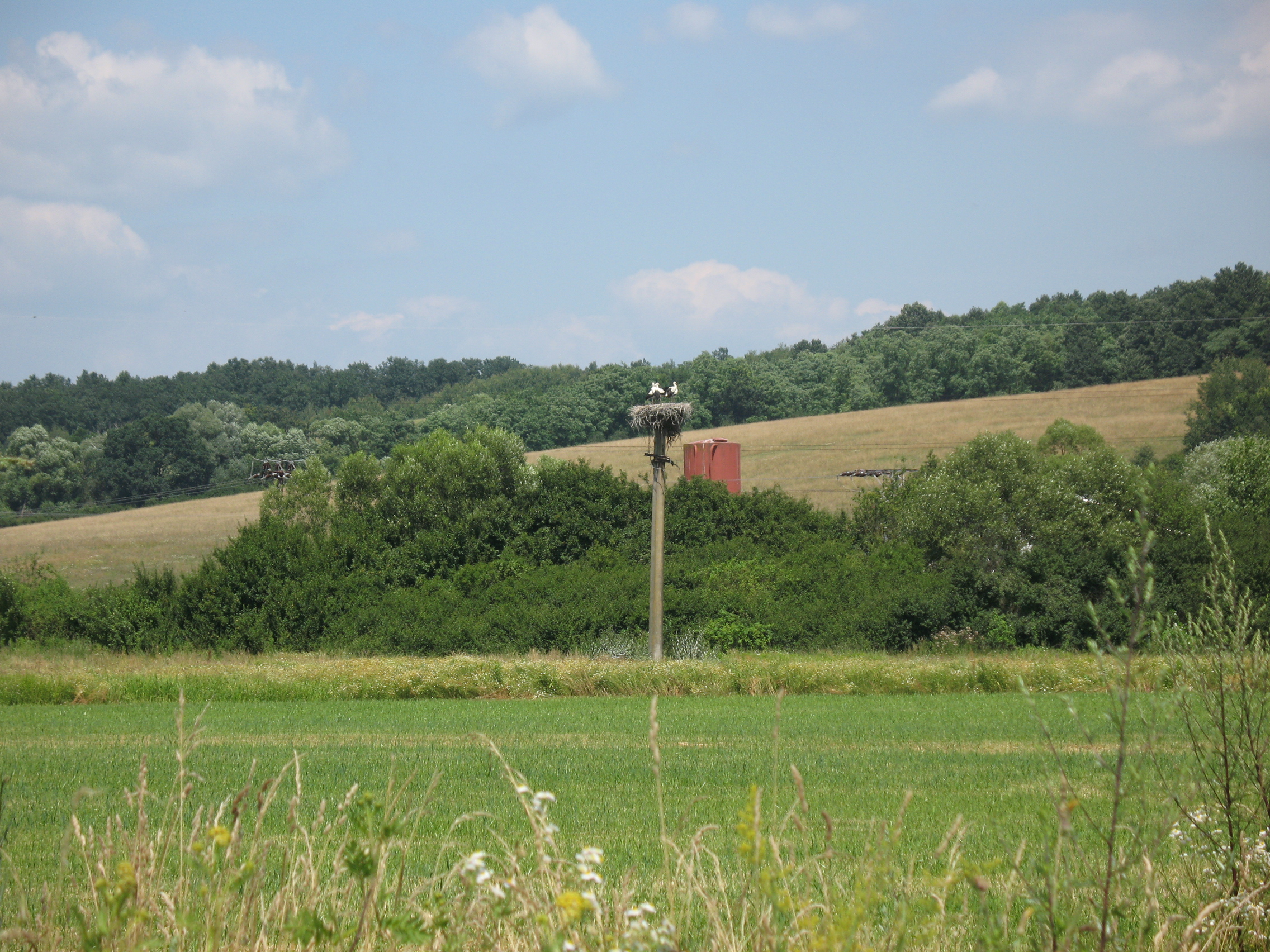

A faluban két gólyafészket tartanak nyilván. 2013-ban a réten lévőben öt gólyafiókát számoltak össze.

## Története
1326-ban „Pynch” alakban említik először. 1335-ben említik plébániáját is. 1573-ban több nemesi család birtoka volt. Lakói főként mezőgazdaságból és az Ipolyon való halászatból éltek, halászai a losonci és füleki uradalomnak adóztak. 1828-ban 56 házában 598 lakos élt.
Vályi András szerint „PINCZ. Magyar falu Nógrád Vármegyében, földes Ura Pongrácz, és több Uraságok, lakosai katolikusok, fekszik Bolyknak szomszédságában, mellynek filiája, határja is hozzá hasonlító.”
Fényes Elek szerint „Pincz, magyar falu, Nógrád vmegyében, egy szép térségen az Ipoly mellett: 549 kath., 15 evang. lak. Rétje sok, és jó; halászata hasznos; földje termékeny. F. u. Károly Ferencz, kinek uri lakhelye is van itten. Ut. p. Zelene.”
A trianoni békeszerződésig Nógrád vármegye Losonci járásához tartozott. 1938 és 1945 között újra Magyarország része.

## Népessége
| Év:            | 1994. | 2004.   | 2014.   | 2024.    |
| -------------- | ----- | ------- | ------- | -------- |
| Emberek száma: | 261   | 245     | 249     | 199      |
| Eltérés:       |       | -6,13 % | +1,63 % | -20,08 % |

| Év:            | 2023. | 2024.   |
| -------------- | ----- | ------- |
| Emberek száma: | 197   | 199     |
| Eltérés:       |       | +1,01 % |

1910-ben 429-en, túlnyomórészt magyar anyanyelvűek lakták.
1991-ben még a magyarok voltak többségben.
2001-ben 259 lakosából már 131 szlovák és 125 magyar volt.
2011-ben 245 lakosából 138 szlovák és 85 magyar volt.
2021-ben 208 lakosából 128 szlovák, 74 magyar (35,58%), 1 cseh, 5 ismeretlen nemzetiségű volt.

## Neves személyek
- Gyermekkorát itt töltötte Szvorák Katalin világhírű, Kossuth-díjas magyar népdalénekesnő.[7]

## Nevezetességei

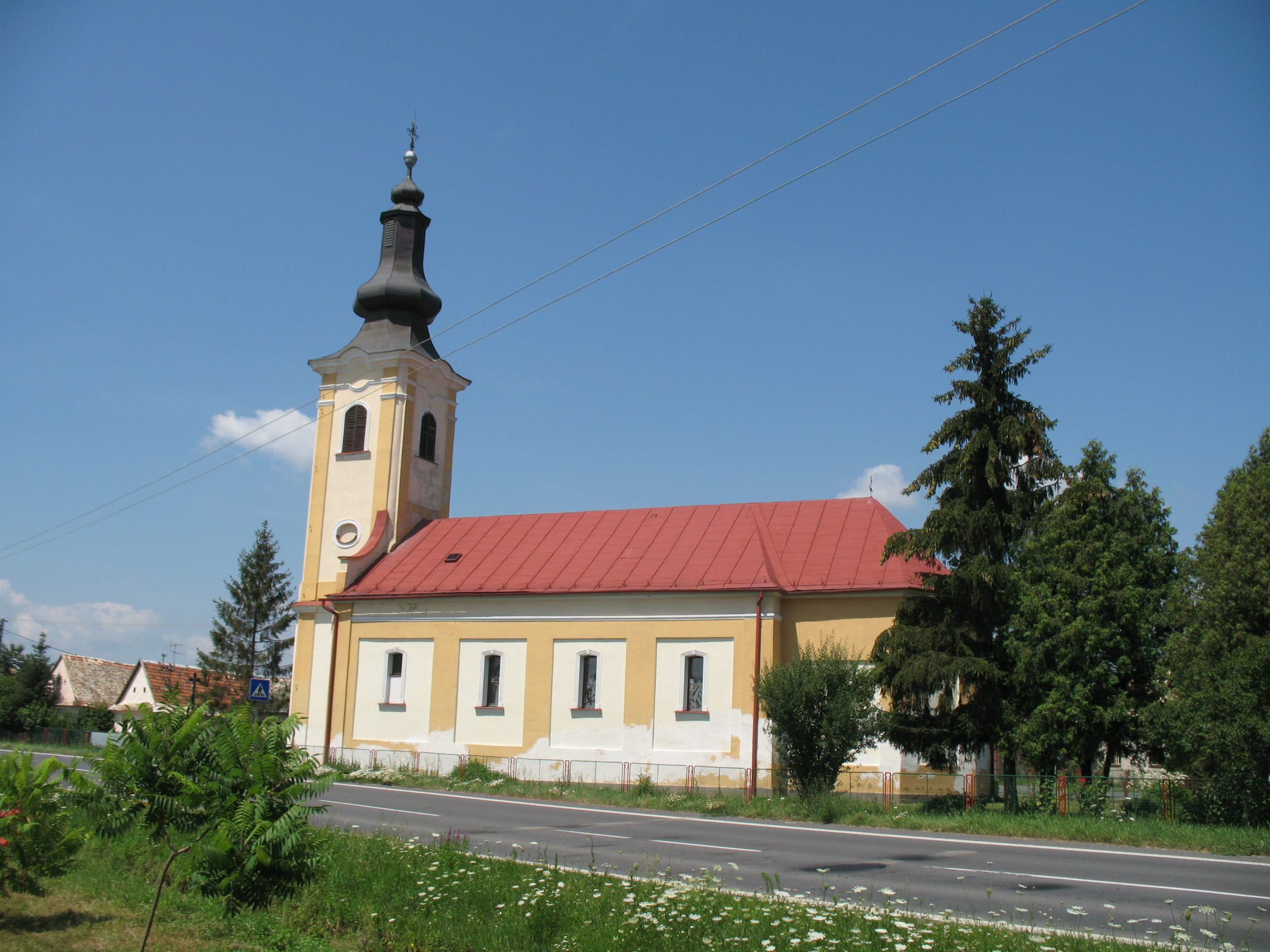
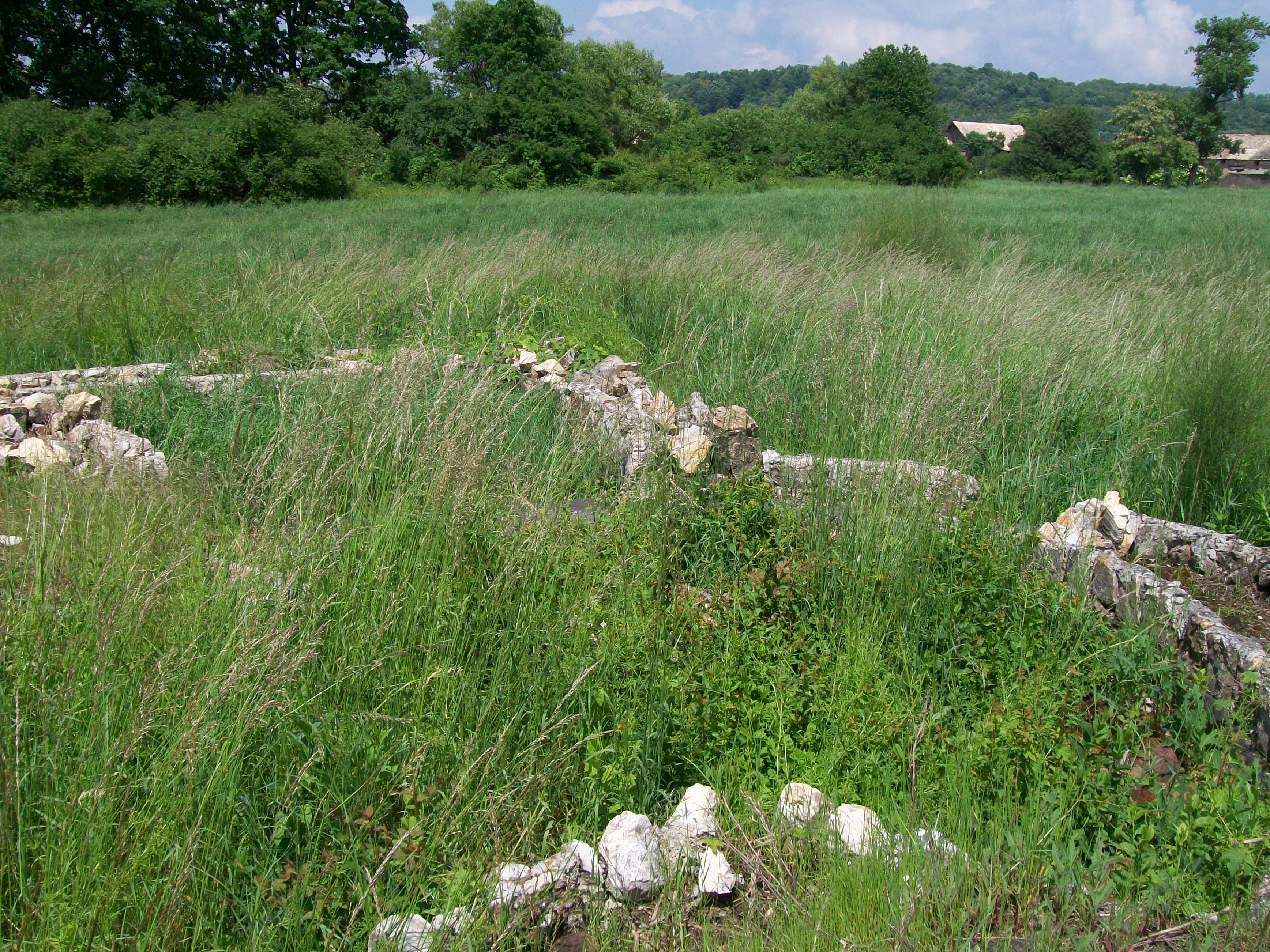
Templomrom
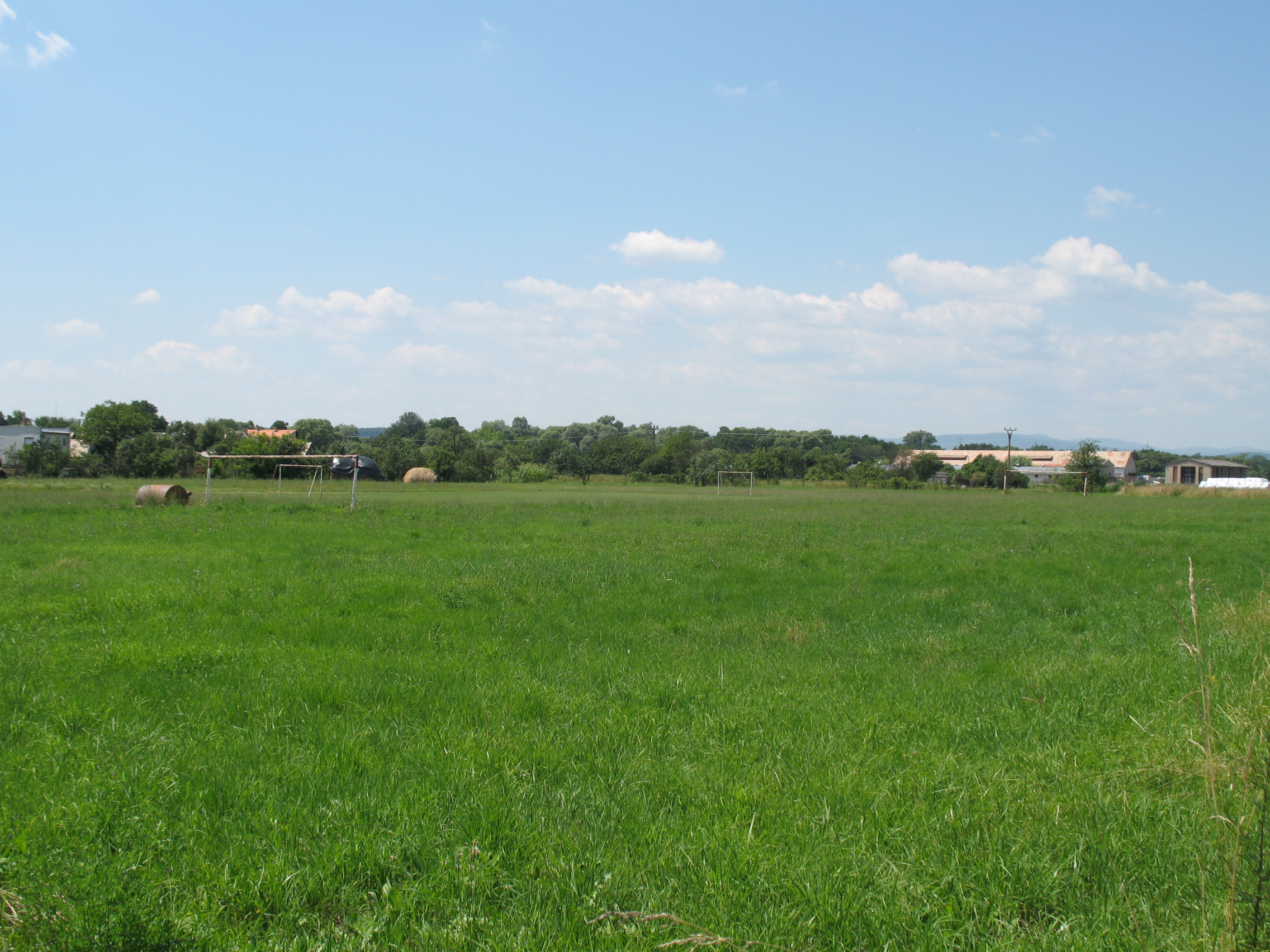

- A Mindenszenteknek ajánlott római katolikus temploma a 18. század elején épült, barokk stílusban.

## Külső hivatkozások
- Községinfó
- Pinc Szlovákia térképén
- Pinc a Nógrádi régió honlapján
- E-obce.sk Archiválva 2008. február 7-i dátummal a Wayback Machine-ben